# Orcaella heinsohni
Orcaella heinsohni is een walvis uit de familie van de dolfijnen. De soort werd in 2005 beschreven.

## Kenmerken
O. heinsohni heeft een ronder hoofd, met een soort "groef" in de nek. De rugvin is groter dan die van O. brevirostris. O. heinsohni is driekleurig, terwijl O. brevirostris slechts twee kleuren heeft en een aparte "kleurzone" op de rug mist. O. heinsohni heeft ook meer neusbeentjes, maar die zijn gemiddeld kleiner. Een aantal andere kenmerken van het skelet verschilt ook tussen de beide soorten.  

## Verspreiding
Deze soort komt voor in Australië en Nieuw-Guinea. De typelocatie ligt bij Magneticeiland, voor de kust van Queensland. De soort is door genetisch onderzoek van de Irrawaddydolfijn (Orcaella brevirostris), de andere soort van het geslacht, afgesplitst.
Deze nieuwe soort is genoemd naar dr. George E. Heinsohn, die onder andere veel van de bekende exemplaren van O. heinsohni heeft gevangen. Tot nu toe is deze soort bekend van twee locaties langs de kust van West-Australië, drie bij het Noordelijk Territorium, twee in Queensland, en één bij de zuidkust van Papoea-Nieuw-Guinea. Waarschijnlijk komt hij voor langs de hele kust van Australië en Nieuw-Guinea. O. heinsohni komt voornamelijk voor in beschermde, smalle watergebieden, dicht bij de kust, met name bij mondingen van kreken en rivieren.